# Candida natalensis
Candida natalensis är en svampart som beskrevs av Van der Walt & Tscheuschner 1957. Candida natalensis ingår i släktet Candida, ordningen Saccharomycetales, klassen Saccharomycetes, divisionen sporsäcksvampar och riket svampar.   Inga underarter finns listade i Catalogue of Life.